# 第10艦隊 (アメリカ軍)
第10艦隊（だい10かんたい、英語: United States Tenth Fleet）は、アメリカ海軍の組織。第二次世界大戦中に設置された対潜戦用と2010年設置のサイバー戦部隊と2回に亘り編成されている。

## 対潜水艦戦部隊（1943年編成）
最初の第10艦隊は第二次世界大戦中の組織であった。対潜水艦戦用の特別な組織であり、艦隊(Fleet)の名称がついているものの、艦船・実働部隊は保持せず、戦闘行動も行なわなかった。人員は50名程度であり、ワシントンD.C.にて勤務を行なった。
1941年12月に第二次世界大戦へアメリカ合衆国が参戦すると、たちまちドイツ海軍のUボートにより、多大な商船の被害を受けることとなった。アメリカ海軍は護送船団を編成するなど対潜護衛を強化した。1943年に入り、対戦護衛の強化および敵潜水艦の撃破を効率良く行なうためには、対潜水艦戦術に関する高位の海軍組織が必要と判断された。これに対し、従来の組織である艦隊(Fleet)を利用することとし、対潜水艦戦術の分析・開発を行なう部署として、1943年5月に第10艦隊が設立された。第10艦隊自身は実働部隊を持たず、直接指揮を行わなかったがアーネスト・キング海軍作戦部長を通じ、有効な対潜戦術や組織編制について提言を行なった。ドイツの敗戦に伴い、1945年6月に部隊は解散した。

## サイバー戦部隊（2010年編成）
2010年1月29日に、第10艦隊は電子戦やサイバー戦を担当する部隊として再び編成された。別名は艦隊サイバーコマンド（U.S. Fleet Cyber Command）であり、陸軍の陸軍サイバーコマンド、空軍の第24空軍、および海兵隊の海兵隊サイバースペースコマンドなどと共に、2010年5月に実働を開始したサイバー軍の一翼を担っている。基地所在地はメリーランド州・フォートミード。